# Androy (Fianarantsoa)
Androy est une commune rurale malgache située dans la partie centre-est de la région de la Haute Matsiatra.

## Géographie
La commune comprend dix villages.